# Porte Liadski
La porte Liadski (en ukrainien, Лядські ворота / Liadski vorota), également désignée sous le nom de porte Léchitique, ou encore de porte Polonaise, est un monument de la place de l’Indépendance de Kiev, en Ukraine.